# Giovanni Branca
Giovanni Branca (Sant'Angelo in Lizzola, 22 de abril de 1571 - 24 de enero de 1645) fue un ingeniero y arquitecto italiano.

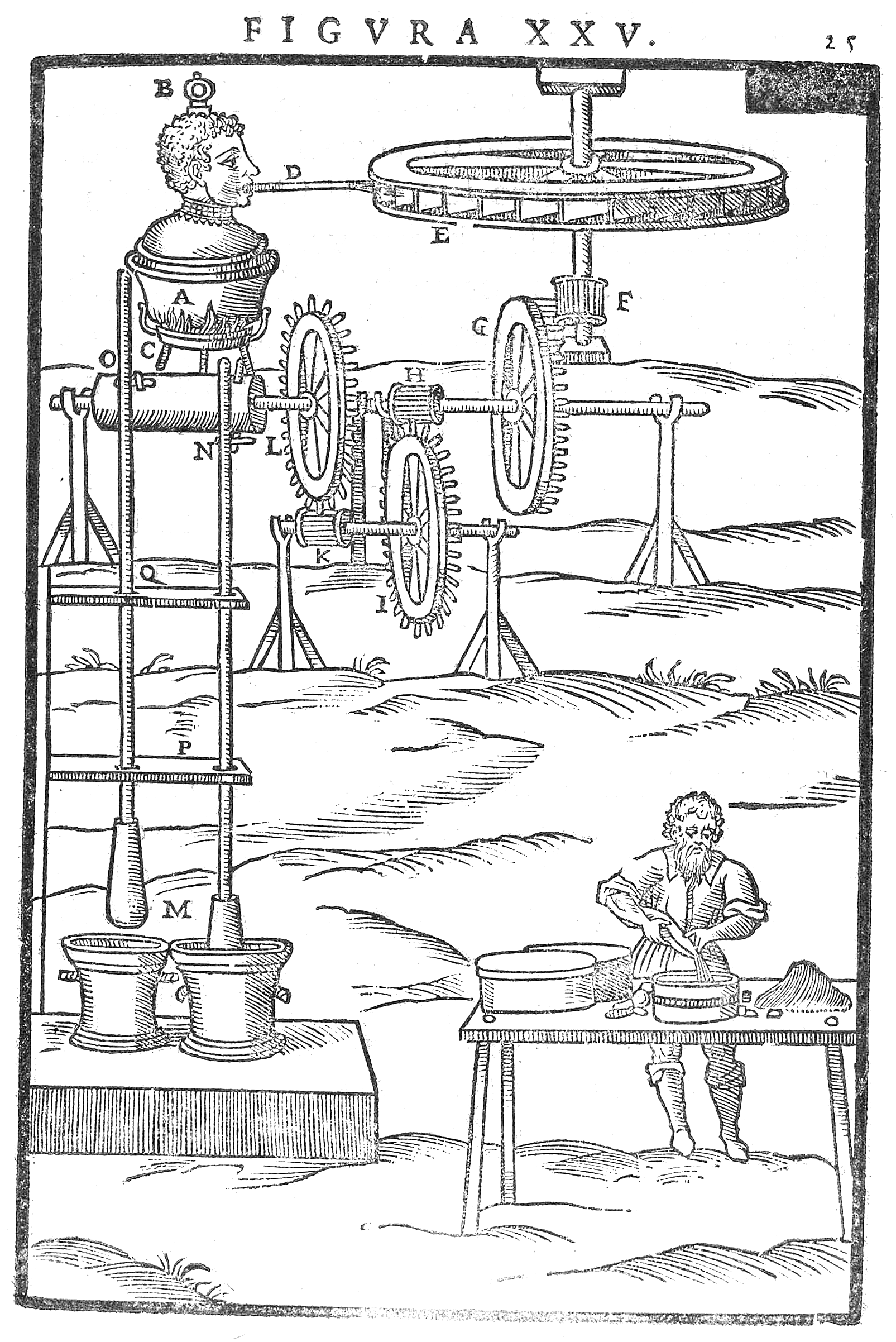
La máquina de vapor de Giovanni Branca, 1629

## Biografía
Giovanni Branca siguió la tradición de los cuadernos de ingenieros y Teatros de máquinas con su edición de 1629.
El desarrollo de la maquinaria requería un aumento de la potencia energética. Branca propuso un dispositivo que funcionaba en un modelo a escala como si hiciera girar un asador con aire caliente. Las investigaciones de Leonardo da Vinci, así como los intentos de Branca de crear una turbina de vapor, son la continuación de lo que se sabía desde el Eolipíilo de Herón de Alejandría, sobre el poder del vapor del agua  .

Como arquitecto, fue responsable de la Restauración de la Santa Casa de Loreto  .

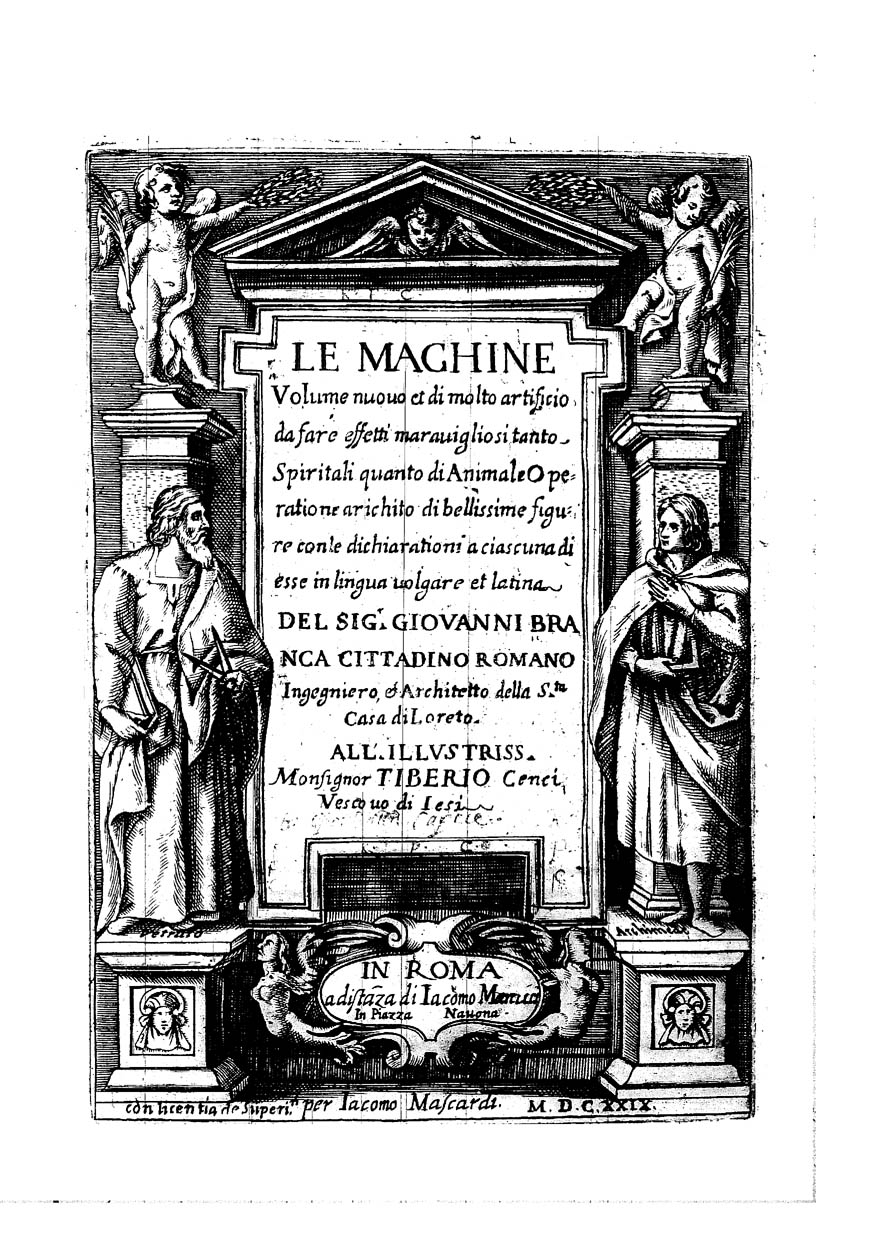
Las máquinas, 1629